# 秣陵關
秣陵關，位於今江寧區秣陵鎮舊秣陵橋西南，居江寧區境中部。
雲台河北岸，為區南之要隘，古時從西南陸路進攻南京的必經之道。